# Hennediella acutidentata
Hennediella acutidentata är en bladmossart som beskrevs av Richard Henry Zander 1993. Hennediella acutidentata ingår i släktet Hennediella och familjen Pottiaceae. Inga underarter finns listade i Catalogue of Life.